# Ladies First
Ladies First – trzeci studyjny album francuskiej grupy Jack the Ripper wydany 17 października 2005.

## Lista utworów
Teksty: A.Mazurel/Jack the Ripper
| Nr  | Tytuł                                                          | Długość |
| --- | -------------------------------------------------------------- | ------- |
| 1.  | From My Veins to the Sea                                       | 4:58    |
| 2.  | I Used to Be a Charming Prince (White Snow against Snow White) | 3:26    |
| 3.  | Goin' Down                                                     | 5:54    |
| 4.  | White Men In Black                                             | 5:03    |
| 5.  | I Was Born a Cancer                                            | 3:15    |
| 6.  | Old Stars                                                      | 6:40    |
| 7.  | Vargtimmen                                                     | 4:43    |
| 8.  | The Apemen, the Bride & the Butterfly                          | 4:13    |
| 9.  | Aleister                                                       | 4:44    |
| 10. | Hungerstrike at the Supermarket                                | 3:34    |
| 11. | Words                                                          | 5:16    |
| 12. | Hush                                                           | 6:27    |